# Лижне двоборство на зимових Олімпійських іграх 2014 — командний великий трамплін/4×5 км
Змагання з лижного двоборства, які складаються зі стрибків з командного великого трампліну і естафети 4×5 км на зимових Олімпійських іграх 2014 у Сочі (Росія) пройшли 20 лютого на трампліні Російські гірки.

## Результати

### Стрибки з трампліна
Змагання зі стрибків з трампліна відбулися о 12:00.
| Місце | Номер | Країна                                                                        | Відстань (м)            | Очки                          | Гандикап |
| ----- | ----- | ----------------------------------------------------------------------------- | ----------------------- | ----------------------------- | -------- |
| 1     | 9     | Німеччина · Фабіан Рісле · Б'єрн Кірхайзен · Йоганнес Рідцек · Ерік Френцель  | 126.5 131.0 130.0 129.0 | 481.7 117.0 120.8 121.9 122.0 | —        |
| 2     | 8     | Австрія · Лукас Клапфер · Крістоф Білер · Маріо Штехер · Бернгард Грубер      | 126.0 133.0 132.5 122.0 | 476.3 114.8 126.7 125.3 109.5 | +0:07    |
| 3     | 10    | Норвегія · Магнус Моан · Магнус Круг · Юрген Гробак · Говард Клеметсен        | 125.5 124.5 123.0 137.5 | 462.8 114.8 107.4 110.4 130.2 | +0:25    |
| 4     | 7     | Франція · Максім Лаерт · Себастьєн Лакруа · Франсуа Бро · Джейсон Ламі-Шаппюї | 121.5 130.0 129.5       | 455.2 106.3 108.4 120.0 120.5 | +0:35    |
| 5     | 2     | Чехія · Томаш Портик · Томаш Славік · Мирослав Дворжак · Павел Хуравий        | 124.0 119.5 124.0 125.5 | 440.0 113.9 104.2 111.9 110.0 | +0:56    |
| 6     | 6     | Японія · Акіто Ватабе · Юсуке Мінато · Хідеакі Наґаї · Йосіто Ватабе          | 128.0 110.5 123.5 126.0 | 433.3 120.9 90.2 108.2 114.0  | +1:05    |
| 7     | 1     | Росія · Ернест Яхін · Ніяз Набеєв · Іван Панін · Євген Климов                 | 116.5 121.0 118.5 130.5 | 426.2 96.0 105.0 101.5 123.7  | +1:14    |
| 8     | 5     | США · Тодд Лодвік · Тейлор Флетчер · Білл Демонг · Браян Флетчер              | 116.5 112.5 121.5 115.0 | 397.6 99.9 92.5 108.0 97.2    | +1:52    |
| 9     | 4     | Італія · Армін Бауер · Лукас Рунггальдір · Самуель Коста · Алессандро Піттін  | 112.0 110.5 120.0 116.5 | 383.9 88.7 106.3 100.2        | +2:10    |
|       | 3     | Фінляндія · Ілкка Херола · Мікке Лейнонен · Янне Рююнянен · Еету Віхісеурінкі | DNS                     | DNS                           | DNS      |

### Лижні перегони
Лижні перегони розпочались о 15:00.
| Місце | Номер | Країна                                                                        | Гандикап | Час                                     | Місце | Відставання |
| ----- | ----- | ----------------------------------------------------------------------------- | -------- | --------------------------------------- | ----- | ----------- |
| 1     | 3     | Норвегія · Магнус Моан · Говард Клеметсен · Магнус Круг · Юрген Гробак        | 0:25     | 46:48.5 11:22.9 11:45.8 11:42.6 11:57.2 | 1     | —           |
| 2     | 1     | Німеччина · Ерік Френцель · Б'єрн Кірхайзен · Йоганнес Рідцек · Фабіан Рісле  | 0:00     | 47:13.8 11:48.2 11:45.9 11:42.6 11:57.1 | 3     | +0.3        |
| 3     | 2     | Австрія · Лукас Клапфер · Крістоф Білер · Бернгард Грубер · Маріо Штехер      | 0:07     | 47:09.9 11:40.5 11:47.1 11:43.4 11:58.9 | 2     | +3.4        |
| 4     | 4     | Франція · Себастьєн Лакруа · Франсуа Бро · Максім Лаерт · Джейсон Ламі-Шаппюї | 0:35     | 47:51.3 11:42.2 11:53.6 12:23.3 11:52.2 | 6     | +1:12.8     |
| 5     | 6     | Японія · Хідеакі Наґаї · Юсуке Мінато · Йосіто Ватабе · Акіто Ватабе          | 1:05     | 47:25.6 12:00.5 11:37.4 12:14.3 11:33.4 | 4     | +1:17.1     |
| 6     | 8     | США · Браян Флетчер · Тодд Лодвік · Тейлор Флетчер · Білл Демонг              | 1:52     | 47:43.1 11:52.6 12:37.2 11:38.9 11:34.4 | 5     | +2:21.6     |
| 7     | 5     | Чехія · Павел Хуравий · Томаш Славік · Мирослав Дворжак · Томаш Портик        | 0:56     | 48:40.1 12:15.0 12:19.3 11:56.2 12:09.6 | 8     | +2:22.6     |
| 8     | 9     | Італія · Лукас Рунггальдір · Армін Бауер · Самуель Коста · Алессандро Піттін  | 2:10     | 47:54.7 12:06.0 11:44.1 12:00.9 12:03.7 | 7     | +2:51.2     |
| 9     | 7     | Росія · Євген Климов · Ніяз Набеєв · Ернест Яхін · Іван Панін                 | 1:14     | 51:35.8 13:02.8 12:47.8 12:38.3 13:06.9 | 9     | +5:36.3     |